# Хальберштадтский собор
Хальберштадтский собор (нем. Dom Sankt Stephanus und Sankt Sixtus zu Halberstadt) — бывший кафедральный собор упразднённого в 1648 году Хальберштадтского епископства, расположенный в немецком городе Хальберштадт в федеральной земле Саксония-Анхальт. Посвящённый свв. Стефану и Сиксту и, в целом, законченный к 1491 году, он считается одним из самых крупных церковных сооружений Германии в стиле французской готики. Соборная сокровищница с её более чем 600 предметами средневекового церковного искусства является также одной из наиболее полно сохранившихся в своём роде.

## История строительства
Первой задокументированной и заслуживающей названия собор постройкой для основанного при Карле Великом Хальберштадтского епископства стала крестообразная трёхнефная базилика, освящённая в 859 году. Обрушившаяся в 965 году, она была к 992 году заменена новым ещё более крупным зданием. В 1179 году собор сильно пострадал в ходе разрушения Хальберштадта Генрихом Львом, и был заново освящён в 1220 году.
Незадолго до того, в 1209 году в прилегающем к Хальберштадту магдебургском архиепископстве началось строительство нового собора в набиравшем популярность готическом стиле. Вслед за тем соборный капитул в Хальберштадте также принял решение о перестройке своего кафедрального собора. Строительные работы затронули сперва главный западный фасад здания (вестверк) — видимо, из желания максимально долго использовать существующий и только что обновлённый собор.
Возведение основного объёма кафедрального собора началось около 1260 года, причём размеры здания — по сравнению с изначальным планом — были значительно увеличены: так, центральный неф получил в высоту 27 метров, а боковые нефы — по 14 метров. Вероятным прототипом послужил Реймсский собор. Из-за постоянных проблем с финансированием к 1310 году удалось завершить лишь около половины запланированных работ, при этом в середине XIV века в восточной, алтарной части собора началось строительство нового хора и прилегающей обходной галереи (деамбулаторий), освящённых в 1401 году. В течение некоторого времени собор представлял собой очевидно причудливое смешение готической архитектуры (вестверк с частью центрального нефа и хор) с оттоновской (центральная часть здания). Наконец, к 1491 году был завершён центральный проём и был возведён трансепт; в 1514 году было закончено новое здание конвента для соборного капитула.
В 1591 году усилиями Генриха Брауншвейг-Вольфенбюттельского в хальберштадтском епископстве было введено протестантское вероучение; домский капитул оставался, однако, ещё длительное время смешанно-конфессиональным. После Тридцатилетней войны собор окончательно потерял свой кафедральный статус, став лютеранской приходской церковью.
Вплоть до Второй мировой войны собор сохранял, в целом, свой позднесредневековый облик (за исключением заново возведённых башен на западном фасаде) и аутентичное внутреннее убранство. 8 апреля 1945 года во время авиабомбардировки, уничтожившей большую часть исторической застройки Хальберштадта, значительным разрушениям подверглось и здание бывшего кафедрального собора. Консервативные и восстановительные работы, начавшиеся сразу после окончания войны, были завершены в 2010 году.

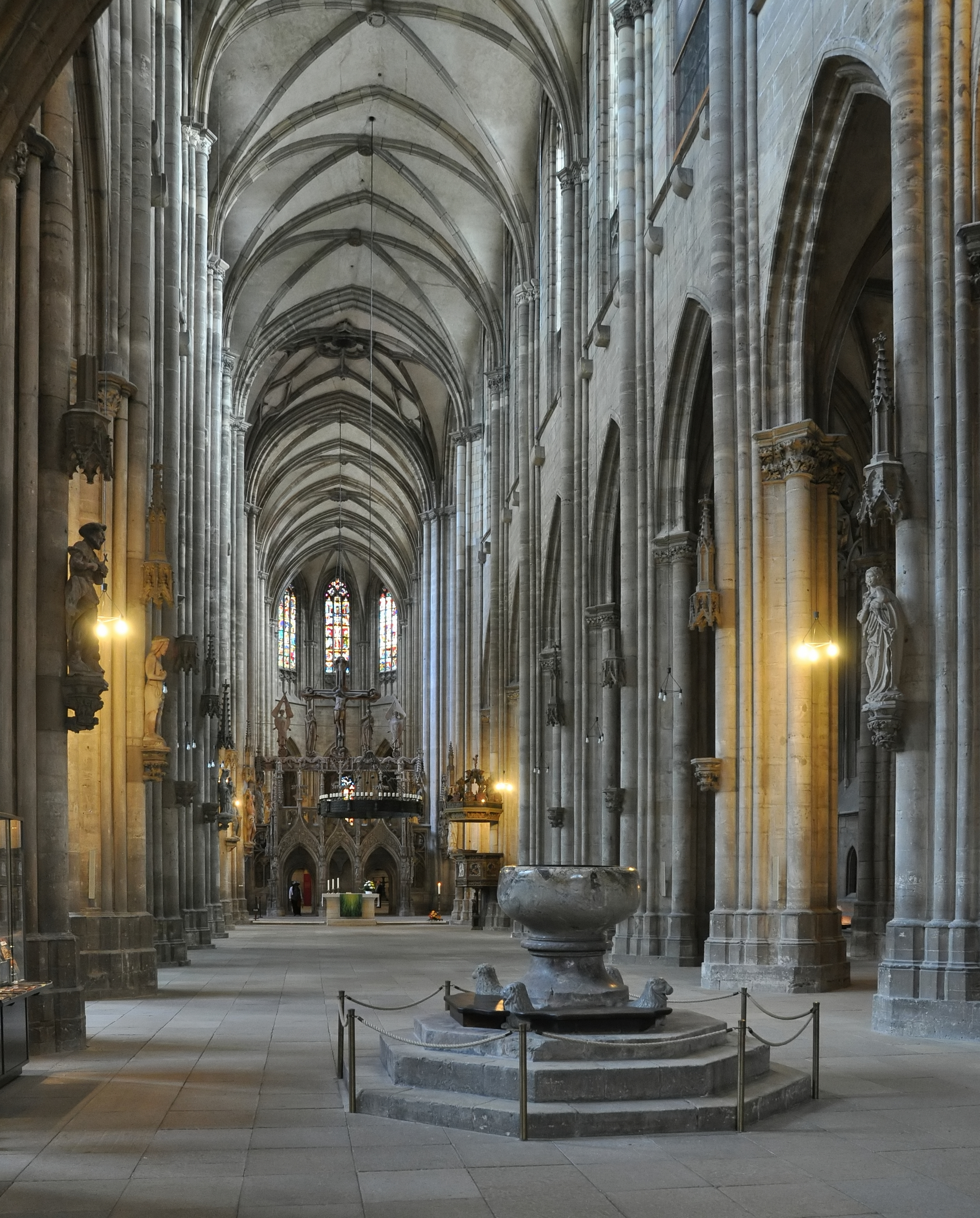
Центральный неф собора. Вид в сторону алтаря

## Внутреннее убранство
Хальберштадтский собор с его почти полностью сохранившимся убранством представляет собой один из прекраснейших образцов средневекового зодчества Средней Германии. Особенного внимания заслуживает ряд готических витражей в капелле Девы Марии и в заалтарной части здания, романская крестильная купель, изящно исполненные лекторий (перегородка между алтарём и основным пространством собора) 1505 года и триумфальный крест первой четверти XIII века.

## Соборная сокровищница
Обширное собрание средневековых литургических предметов, являющееся по своему объёму одним из самых значительных во всей Германии, восходит к епископу Конраду фон Крозигку (нем. Konrad von Krosigk, ум. 1225), участвовавшему в Четвёртом крестовом походе и в разграблении Константинополя в 1204 году. Среди прочего, Конрад фон Крозигк передал кафедральному собору частицы мощей двенадцати апостолов и Животворящего креста, что должно было превратить Хальберштадт в важный паломнический центр. Этой же цели служило приобретение мощей Карла Великого.
С течением времени хальберштадское собрание потеряло ряд объектов: в частности, в правление Альбрехта Бранденбургского, распорядившегося перенести часть реликвий в свою новую резиденцию в Галле и в Майнц. Несмотря на это, в соборной сокровищнице всё ещё сохраняются порядка 600 предметов высокой художественной и культурной ценности; среди прочего: драгоценные византийские богослужебные объекты и консульский диптих Флавия Констанция 417 года из Равенны, драгоценные тканые работы (богослужебные одеяния и ковры) романского периода, хрустальный крест XIII века из Венеции и ряд средневековых реликвий.